# موتوهیرو یوشیدا
موتوهیرو یوشیدا (انگلیسی: Motohiro Yoshida؛ زادهٔ ۲۵ اوت ۱۹۷۴) بازیکن فوتبال اهل ژاپن است.
از باشگاه‌هایی که در آن بازی کرده‌است می‌توان به باشگاه فوتبال سرزو اوساکا، باشگاه فوتبال گامبا اوساکا، باشگاه فوتبال کاشیوا ریسول، و باشگاه فوتبال آویسپا فوکوئوکا اشاره کرد.